# Gloria Victis Emlékhely
Az egyetemes kommunizmus 100 milliónyi áldozatának tiszteletére létrehozott Gloria Victis Emlékhely a főváros északkeleti peremén fekvő Csömörön található a nagyközség temetője mellett.

## Avatás
Az  1956-os forradalom és szabadságharc 50. évfordulója alkalmából, e témakörben a világon elsőként, 2006. október 21-én felszentelt ill. megáldott emlékhelyen mások mellett beszédet mondott Wittner Mária, Tőkés László, Wilhelm von Gottberg és Rainer Eppelmann. Az ünnepség fővédnöke Orbán Viktor volt.

## Leírás
Az emlékhely három, 1944-ben elesett magyar katona sírjának közvetlen közelében került kialakításra. Központi része az ikeremlékmű, amely Víg János munkája. A kör alakú kőburkolat köré épített íves „világfalon” négy kontinens elcsúsztatott térképrajzolata, rajta ólomrozettákkal megjelölve az érintett területek, melyek a pusztítás mértékét vizuálisan magyarázzák. Az emlékmű 1956-ra utaló része diadalmas zászlóshajóként értelmezhető, jelezvén a tényt, hogy a magyar forradalomnak sikerült először rést ütnie a világkommunizmus betonfalán. 2008 októberében a „világfal” hátoldalán kivonatosan, három nyelven bevésésre került az Európa Tanács Parlamenti Közgyűlésének 1481/2006 számú, A totalitárius kommunista rezsimek által elkövetett bűnök nemzetközi elítélésének szükségessége című határozata. A fenti rezolúció két kezdeményezője; a svéd Göran Lindblad és a bolgár Lacsezar Tosev volt a szöveg átadóünnepségének két szónoka. Az elmúlt években az emlékhely a hazai ukrán kisebbség által állított Holodomor-emlékkővel, Dömötör Tibor, Tóth Ilonka és Bauer Sándor emléktábláival, a Molotov-Ribbentrop paktumra emlékeztető táblával, valamint a katyńi lemészároltak és a kommunizmus magyarországi cigány ill. zsidó áldozatai előtt tisztelgő márványlapokkal gazdagodott. Az emlékhely létrehozója a Gloria Victis Közhasznú Alapítvány.

## Galéria

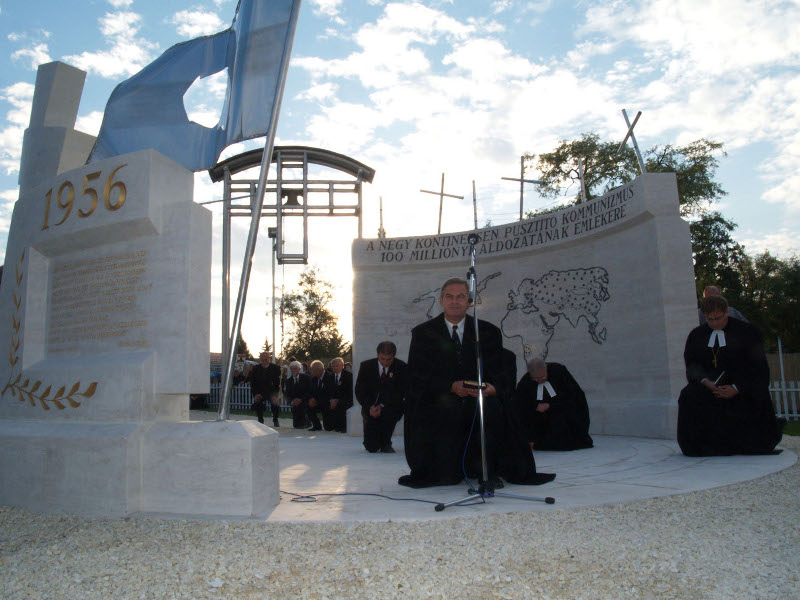
Az emlékmű megáldása, ill. felszentelése
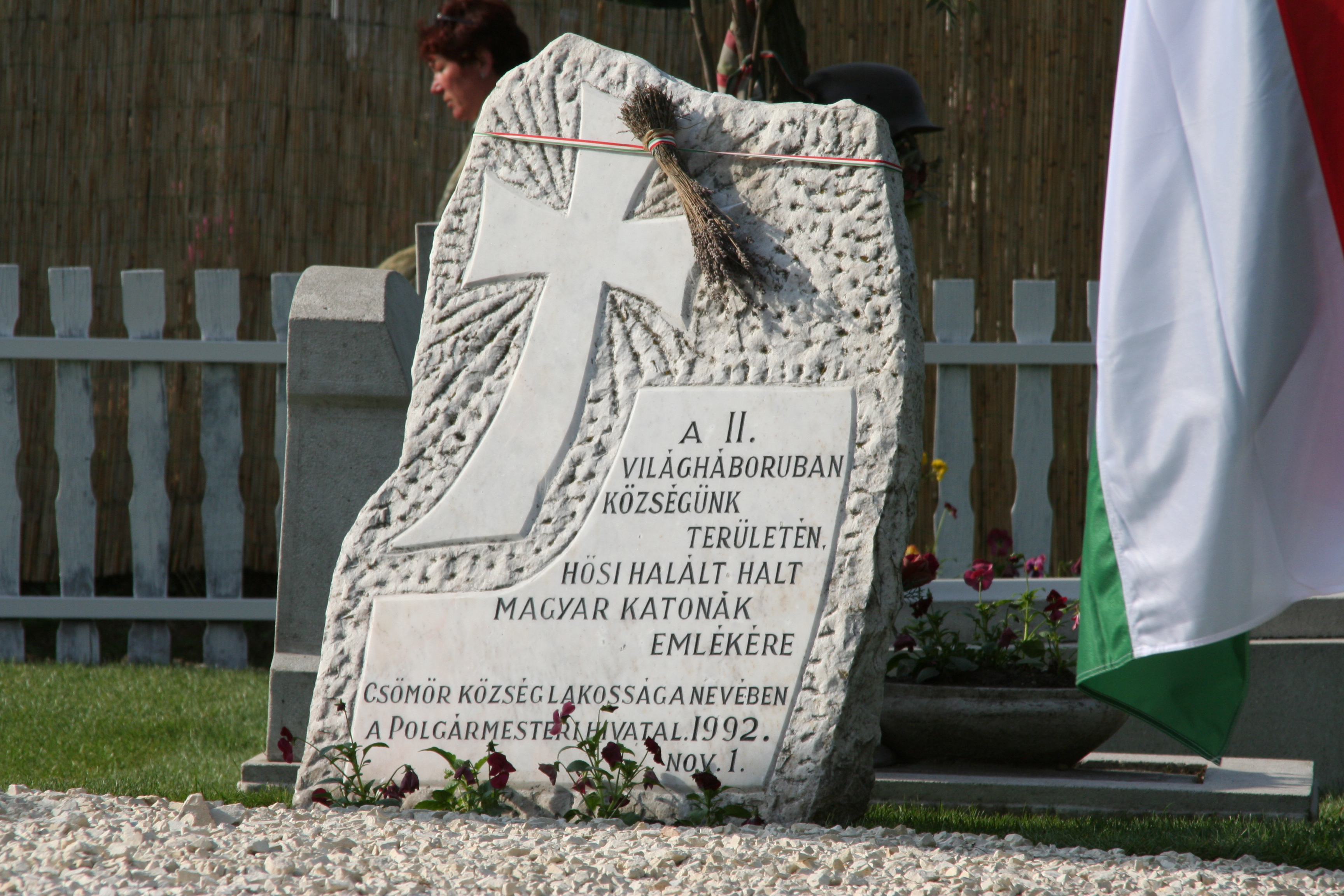
A második világháborúban elesettek emlékköve
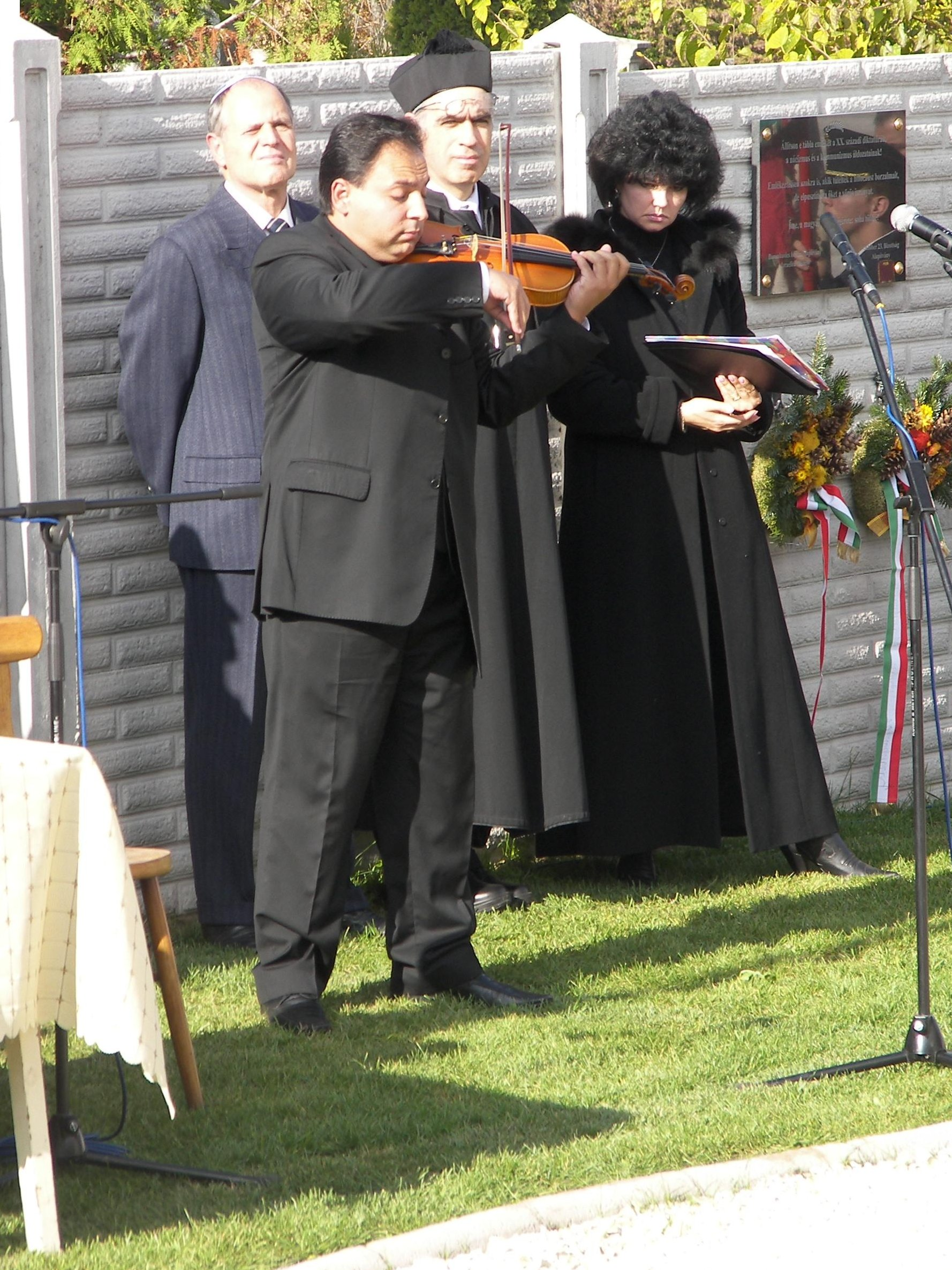
Emléktábla avatása a kommunizmus zsidó és cigány áldozatainak tiszteletére
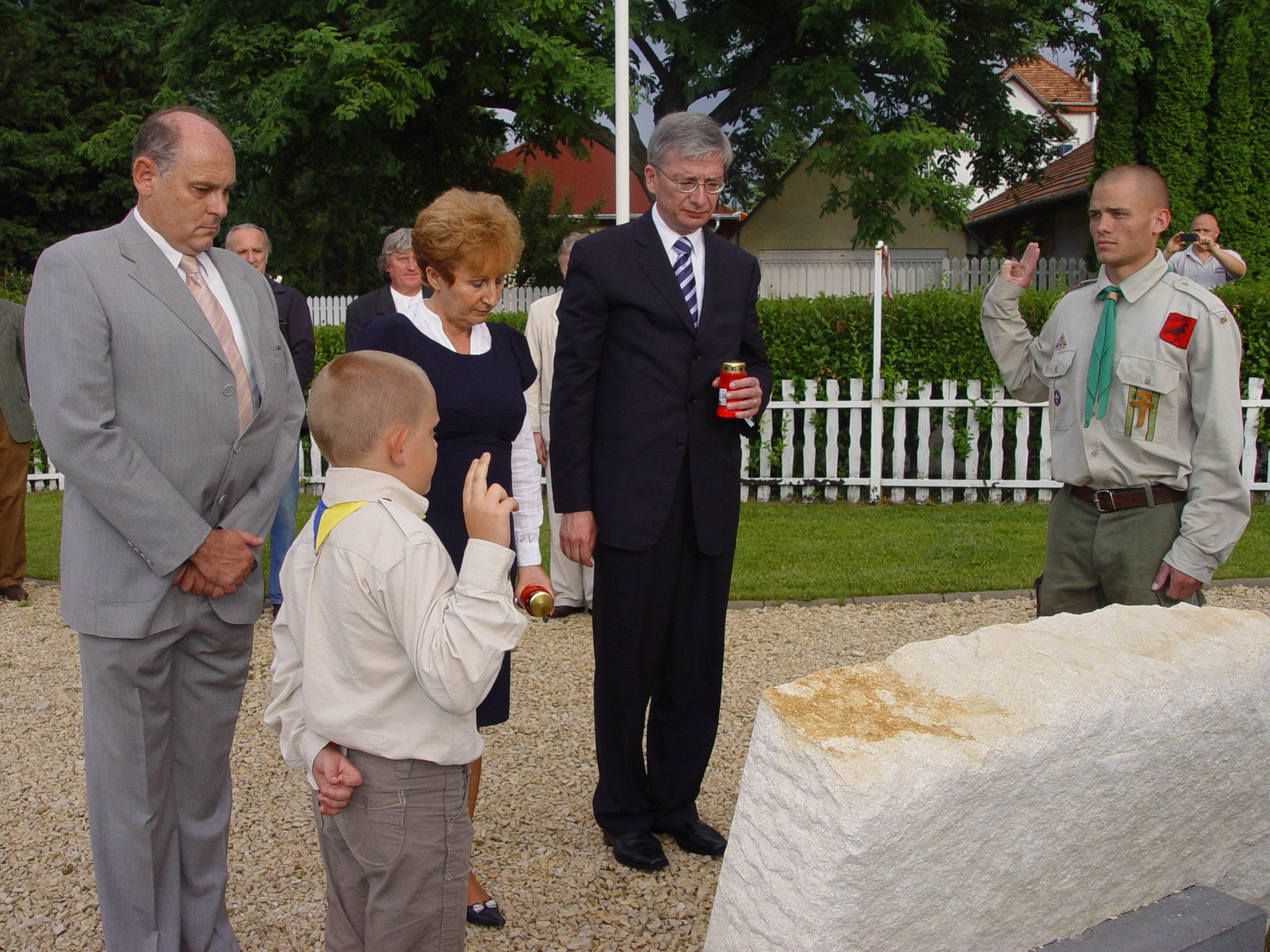
Tisztelgés a holodomor áldozatai előtt. Balról: Mátyás Sándor, Hartyányi Jaroslava és Eugene Czolij, az Ukrán Világkongresszus elnöke